# Al-Mu’tasim
Al-Mu’tasim (المعتصم), celým jménem Abú Ishák Muhammad al-Mu’tasim Billáh ibn Hárún ar-Rašíd (796 – 5. ledna 842) byl osmý chalífa dynastie Abbásovců. Na trůn nastoupil po svém nevlastním bratrovi Al-Ma'munovi.
Al-Mu'tasim byl synem Hárúna ar-Rašída a turecké harémové otrokyně. Ještě před nástupem na trůn se účastnil potlačení povstání v Egyptě a ve válce proti Byzantské říši v letech 831–832. Chalífem se stal v roce 833.
Jeho vláda je poznamenána omezováním íránského vlivu v armádě a veřejné správě. Zejména v armádě se mu to podařilo za pomoci tureckých vojenských otroků – Mamluků. V roce 836 se al-Mu'tasim přestěhoval do města Samarra, aby snížil napětí mezi obyvateli Bagdádu a svými tureckými vojáky. To však dostalo jeho i jeho nástupce do závislosti na tureckých jednotkách. Al-Mu'tasim je poslední z chalífů, kteří vykonávali absolutistickou moc ještě osobně.
Za vlády Al-Mu'tasima nadále vzrůstala moc dynastie Táhirovců ve výchoperské provincii Chorásán. Táhirovci se stali guvernéry Samarkandu, Farghany a Herátu. Na rozdíl od ostatních provincií chálifátu Abbásovců, které byly pod přísnou kontrolou Bagdádu a Samary, Táhirovské provincie byly osvobozeny od placení poplatků a od politického dohledu. Rostoucí nezávislost Táhirovců významně přispěla k úpadku moci Abbásovců na východě říše.
Následníkem Al-Mu'tasima se stal jeho syn al-Váthik.